# Johann Georg Hagen
Johann Georg Hagen (ur. 6 marca 1847 w Bregencji, zm. 5 września 1930 w Rzymie) – austriacki uczony oraz jezuita. Zajmował się głównie astronomią, ale był wszechstronnie wykształcony. Jest znany z badań nad mgławicami, ciemnymi mgławicami oraz gwiazdami. Odkrył i zbadał również ciemne chmury, znajdujące się między gwiazdami, które nazywa się obecnie chmurami Hagena. Wielu współczesnych astronomów podaje jednak w wątpliwość ich istnienie, a jego obserwacje przypisują innym czynnikom, takim jak niedoskonałość ludzkiego oka. Obserwacje dotyczące chmur Hagena zostały zebrane w pracy, która ukazała się w Specola Astronomica Vaticana 14(1931).

## Życiorys
Jego rodzina pochodziła z Lochau, położonego nad Jeziorem Bodeńskim. Do Bregencji przeniósł się dopiero jego ojciec, Martin Hagen, który był nauczycielem. Tam poznał Teresę Schick, z którą się ożenił i miał trzech synów i trzy córki. W 1853 roku Johann rozpoczął naukę w miejscowej szkole podstawowej, która trwała do 1858 roku. Po zakończeniu tej szkoły kontynuował edukację w kolegium jezuickim w Feldkirch. W 1863 roku wstąpił do zakonu Jezuitów. Po zakończonym nowicjacie Johann kontynuował naukę, studiując retorykę i filologię klasyczną w Münsterze. W 1867 rozpoczął również studia z zakresu filozofii. Pod wpływem Eduarda Heisa, profesora miejscowego uniwersytetu, Hagen zainteresował się matematyką i astronomią. W związku z tym udał się do Bonn, aby studiować te nauki pod opieką między innymi profesora Rudolfa Lipschitza. W 1870 roku wybuchła wojna francusko-pruska, a Hagen zgłosił się na ochotnika do służby ambulatoryjnej. Jednak po kilku tygodniach pracy w szpitalu zachorował na dur brzuszny i sam potrzebował pomocy lekarskiej. W 1873 roku, w wyniku uchwalenia tak zwanych "praw Falka", był zmuszony opuścić tereny Cesarstwa Niemieckiego i wrócić do Austrii.
Osiadł wówczas w Feldkirch, gdzie przez kilka lat nauczał matematyki i fizyki w miejscowej szkole. W 1875 roku ponownie opuścił ojczyznę, wyjeżdżając na studia teologiczne do Liverpoolu. Po ich ukończeniu otrzymał nominację na nauczyciela w Prairie du Chien, w Wisconsin. Oprócz pracy dydaktycznej Hagen poświęcił się budowie małego obserwatorium, dzięki któremu mógł rozwijać swoje zainteresowanie astronomią. W 1888 roku został mianowany dyrektorem obserwatorium przy Georgetown University. Tu rozpoczął pracę nad jednym ze swoich najważniejszych dzieł: Atlas Stellarum Variabilium. Pracował nad nim od 1893 do 1905 roku. W czasie pobytu w Waszyngtonie Hagen zajmował się również matematyką wyższą.
W 1906 roku arcybiskup Pizy, Pietro Maffia, polecił papieżowi Hagena. Pius X wezwał jezuitę do Rzymu i powierzył mu zadanie kontynuowania badań astronomicznych rozpoczętych jeszcze za pontyfikatu Leona XIII. Wynikiem prac, w które zaangażowanych było bardzo wielu uczonych, zarówno duchownych jak i świeckich, było wydanie dziesięciotomowej publikacji w 1928 roku. W międzyczasie Hagen opublikował jedno ze swoich najważniejszych dzieł, Atlas Stellarum Variabilium, traktujące o obserwacjach gwiazd. Kolejną ważna publikacją w karierze naukowej Hagena była praca poświęcona kolorom gwiazd, w której bazował na osiągnięciach Benedikta Sestiniego. Badania tego jezuity przeszły niemal bez echa, dopiero dzięki odświeżeniu i uzupełnienie ich przez Hagena zostały zauważone i docenione przez środowisko naukowe. W 1911 roku ukazała się kolejna publikacja Hagena La rotation de la terre, ses preuves mécaniques anciennes et nouvelles, która była przeglądem historii badań nad ruchem Ziemi, zawierała również wytłumaczenie omawianych teorii.
Następnym projektem Hagena było zbadanie jasności wszystkich mgławic skatalogowanych przez Johna Dreyera w New General Catalogue. Rezultaty tych badań opublikowano w trzech częściach, wydanych odpowiednio w 1922, 1925 i 1927 roku. Oprócz opisywania świecących mgławic, Hagen badał także ciemne mgławice, które zainteresowały go jeszcze w czasach gdy opracowywał Atlas Stellarum Variabilium. Wielu astronomów podawało w wątpliwość istnienie ciemnych mgławic, co prowadziło często do polemik między nimi a Hagenem. Jego prace dotyczące mgławic zostały później wykorzystane przez Friedricha Beckera, który w 1928 roku opracował "The General Catalogue". W ostatnim roku swojego życia Hagen skupił się na badaniu własności wynikających z ruchu wahadła Foucaulta. Zmarł w 1930 roku w Rzymie.